# Ludvík Brand
Ludvík Brand von Santa Lucia (německy Ludwig Brand Ritter von Santa Lucia; 15. září 1818 – 23. ledna 1890) byl český šlechtic a důstojník rakouské císařské armády.

## Život

### Vojenská kariéra
Ludvík byl v bojích roku 1848 podřízen svému budoucímu tchánovi Karlu Kopalovi jakožto kapitán a velitel 1. roty 10. praporu polních myslivců. Roku 1848 byl zmíněn jako major a byl vyznamenán Řádem železné koruny. Dne 18. dubna 1851 byl povýšen do rytířského stavu s přídomkem von Santa Lucia. V roce 1854 byl zmíněn v mysliveckém praporu č. 21. Velel také Českému zeměbraneckému praporu č. 35. V rakousko-uherské armádě dosáhl hodnosti plukovníka, pohřben byl na Olšanských hřbitovech.

### Rodina
Dne 12. června 1853 se oženil s Viktorínou Kopalovou, dcerou Karla von Kopala. Ludvík měl spolu s Viktorínou syna Karla (* 1856 Plzeň). Karel se roku 1885 v Budapešti oženil s Bertou, rozenou vikomtesou de Maistre (* 1860 Praha). Jejím přičiněním se na zámku v Kostelní Bříze dařilo umění a došlo k výraznému rozšíření zámecké knihovny. Karel Brand byl v období 1895–1901, 1901–1908 a 1908–1913 poslancem Českého zemského sněmu. Karel a Berta spolu měli syny Viktora a Bohumila.

## Vyznamenání
- Řád železné koruny – III. třída (rytíř), udělen v roce 1848[4]